# مورتون بيتس
مورتون بيتس (بالإنجليزية: Morton Betts)‏ هو لاعب كريكت ولاعب كرة قدم بريطاني (وحمل سابقاً جنسية المملكة المتحدة لبريطانيا العظمى وأيرلندا) في مركزي الظهير وحراسة المرمى، ولد في 30 أغسطس 1847 في بلومزبري في المملكة المتحدة، وتوفي في 19 أبريل 1914 في منتون في فرنسا. شارك مع منتخب إنجلترا لكرة القدم. أما مع النوادي، فقد لعب مع Wanderers F.C. ‏.

## وصلات خارجية
- مورتون بيتس على موقع إي آس بي آن كريك إنفو (الإنجليزية)
- مورتون بيتس على موقع قاعدة بيانات كرة القدم.إي يو (الإنجليزية)
- مورتون بيتس على موقع ناشيونال فوتبول تيمز (الإنجليزية)
- مورتون بيتس على موقع عالم كرة القدم.نت (الإنجليزية)